# Ejn Gedi (kibuc)
Ejn Gedi (hebrejsky עֵין גֶּדִי, doslova „Kozí pramen“, v oficiálním přepisu do angličtiny En Gedi, přepisováno též Ein Gedi) je vesnice typu kibuc v Izraeli, v Jižním distriktu, v Oblastní radě Tamar.

## Geografie
Leží v nadmořské výšce 300 metrů pod úrovní moře na západním břehu Mrtvého moře. Západně od obce se prudce zvedá aridní oblast na pomezí severovýchodní části pouště Negev a východního okraje Judské pouště. Samotný kibuc využívá pramenů v lokalitě Ejn Gedi, konkrétně Nachal Arugot a Nachal David a má tak ráz zavlažované oázy uprostřed pouště.
Obec se nachází 80 kilometrů od břehu Středozemního moře, cca 90 kilometrů jihovýchodně od centra Tel Avivu, cca 40 kilometrů jihovýchodně od historického jádra Jeruzalému a 60 kilometrů severovýchodně od města Beerševa. Ejn Gedi obývají Židé, přičemž osídlení v tomto regionu je etnicky převážně židovské. Kibuc leží jen 2 kilometry od Zelené linie oddělující Izrael v jeho mezinárodně uznávaných hranicích od Západního břehu Jordánu s převážně arabskou (palestinskou) populací. V přiléhající pouštní části Západního břehu se ale žádné trvalé osídlení nenachází. Počátkem 21. století nebyl tento úsek Zelené linie zahrnut do projektu Izraelské bezpečnostní bariéry a nedošlo zde tedy k fyzickému oddělení.
Ejn Gedi je na dopravní síť napojen pomocí dálnice číslo 90, která sleduje západní břeh Mrtvého moře.

## Dějiny
Ejn Gedi byl založen v roce 1953. Zpočátku šlo o polovojenskou osadu typu Nachal, které tehdy byly budovány v pohraničních a periferních regionech státu Izrael, zřízenou 26. února 1953 jako pátá osada tohoto typu v Izraeli. Nejdříve se nazývala Nachal Ašer. Její obyvatelstvo tvořilo asi 70 členů oddílů Nachal z měst Kfar Saba, Kirjat Chajim, Chadera a absolventů zemědělské školy Kadoorie. V roce 1956 byla proměněna na ryze civilní sídlo. Jde o nejstarší novodobé židovské sídlo v této oblasti. V prvních letech šlo o jednu z nejizolovanějších sídel v Izraeli. Silniční spojení zajišťovala nezpevněná cesta. Do Beerševy trvala jízda tři hodiny. Rozvoj turistického potenciálu kibucu začal po roce 1967, kdy se spolu s okupací Západního břehu Jordánu otevřelo silniční spojení severním směrem, do Jeruzalému.
Místní ekonomika se zaměřuje na zemědělství (datlové palmy) a zejména na turistický ruch a služby. V obci funguje rozsáhlý ubytovací komplex pro turisty, společná jídelna, regionální střední škola, zdravotní středisko, obchod se smíšeným zbožím, plavecký bazén a sportovní areály. Vesnice provozuje lázeňský komplex na břehu Mrtvého moře. Poblíž se nachází i veřejná pláž. V rámci kibucu byla cíleně vysazována pouštní a tropická flóra, která tvoří botanickou zahradu. Kibuc rovněž provozuje továrnu na plasty. V okolí obce se nacházejí stavební pozůstatky starověkého osídlení. En-gédi je zmiňováno jako sídlo v Bibli, například v Knize Jozue 15,62

## Demografie
Obyvatelstvo kibucu je sekulární. Podle údajů z roku 2014 tvořili naprostou většinu obyvatel v Ejn Gedi Židé (včetně statistické kategorie "ostatní", která zahrnuje nearabské obyvatele židovského původu ale bez formální příslušnosti k židovskému náboženství).
Jde o menší obec vesnického typu s dlouhodobě stagnující populací. K 31. prosinci 2014 zde žilo 552 lidí. Během roku 2014 populace stoupla o 5,5 %.
| Rok            | 1961 | 1972 | 1983 | 1995 | 2001 | 2003 | 2004 | 2005 | 2006 | 2007 | 2008 | 2009 | 2010 | 2011 | 2012 | 2013 | 2014 |
| -------------- | ---- | ---- | ---- | ---- | ---- | ---- | ---- | ---- | ---- | ---- | ---- | ---- | ---- | ---- | ---- | ---- | ---- |
| Počet obyvatel | 95   | 306  | 525  | 630  | 601  | 593  | 584  | 606  | 589  | 576  | 551  | 529  | 521  | 527  | 532  | 523  | 552  |